# Lustdriven
Lustdriven è il quarto e ultimo album in studio del gruppo musicale finlandese Kiuas, pubblicato nel 2010.

## Tracce
1. Kiuassault – 4:37
2. Cry Little Angel – 3:59
3. Of Love, Lust and Human Nature – 4:05
4. Aftermath – 5:23
5. Lights Are Many – 4:52
6. The Visionary – 6:34
7. Heart and Will – 4:32
8. The Quickening – 4:00
9. Summer's End – 5:03
10. Winter's Sting – 5:43

## Formazione
- Ilja Jalkanen − voce
- Mikko Salovaara − chitarra, voce
- Markku Näreneva − batteria
- Atte Tanskanen − tastiera
- Teemu Tuominen − basso